# Nakon
Nakon, auch Nacco oder Naqun († 965/967) war ein elbslawischer Fürst, der bis 965/967 im heutigen Mecklenburg und dem östlichen Holstein als Samtherrscher über den Stammesverband der Abodriten herrschte.
Um 965 stellte der jüdische Reisende Ibrahim ibn Jacub den auf der Mecklenburg residierenden Nakon in eine Reihe mit den Fürsten der Bulgaren, Böhmen und Polen, den bedeutendsten slawischen Herrschern jener Zeit.
Nakon gilt als Spitzenahn des nach ihm benannten Fürstengeschlechtes der Nakoniden.

## Leben

### Herkunft
Nakons Herkunft ist unbekannt. Möglicherweise war er der Sohn eines namentlich unbekannten Abodritenfürsten, über dessen Taufe im Jahre 931 berichtet wird. Er hatte einen Sohn Mistiwoj, der ihm in der Samtherrschaft über den Stammesverband nachfolgte. Stoignew, Heerführer der in der Schlacht an der Raxa unterlegenen antisächsischen Koalition aus slawischen Stämmen, soll Nakons Bruder gewesen sein.

### Herrschaft
Das Jahr von Nakons Herrschaftsantritt lässt sich nicht feststellen. Erstmals erwähnt wird er zum Jahr 954 in der um 967 entstandenen Sachsengeschichte Widukind von Corveys. Widukind bezeichnet Nakon als subregulus (wörtlich: „Unterkleinkönig“), ohne dass diese sächsische Fremdbezeichnung mehr über die herrschaftliche Stellung Nakons bezeugt als ihre Existenz selbst. Nahezu gleichzeitig mit Widukind berichtet Ibrahim Ibn Jakub über Nakon. Er bezeichnet ihn als „König des Westens“. Nach Ibrahims Beobachtungen befehligte Nakon eine schwer bewaffnete, berittene Gefolgschaft und residierte auf einer Burg, sehr wahrscheinlich die Mecklenburg. Auch verfügte Nakon über Macht und Mittel zum Bau einer weiteren Burg. Die Stärke von Nakons Gefolgschaft ist unbekannt, aber sie dürfte verhältnismäßig groß gewesen sein. Dafür spricht die durch Ibrahim vorgenommene Gleichsetzung Nakons mit den Fürsten der Bulgaren, Böhmen und Polen, den bedeutendsten slawischen Herrschern jener Zeit. Gerard Labuda ermittelte für die vergleichbaren Verhältnisse in Polen unter Mieszko I., dass die Aufwendungen für Ausrüstung und Unterhaltung eines einzelnen Berittenen der Arbeitsleistung von 10 Bauern entsprochen haben muss. Daraus wird abgeleitet, dass es unter Nakon bei den Abodriten bereits ein leistungsfähiges Abgabensystem gegeben haben muss, aus dessen Einnahmen Nakon seine Gefolgschaft finanzierte. Zwei Getreideaussaaten im Jahr und ein bemerkenswerter Reichtum an Pferden lassen zudem auf eine leistungsfähige Landwirtschaft schließen.
Nakons Herrschaft erstreckte sich um 965 im Westen bis zu den Dänen und Sachsen. Damit schloss sie Wagrien und das Siedlungsgebiet der zu diesem Zeitpunkt ohne eigenes Fürstenhaus noch zu den Wagriern zählenden Polaben mit ein, über dessen Teilstammesfürsten er die Oberherrschaft ausübte. Zwischen Nakon und dem wagrischen Fürsten sind politische Spannungen überliefert, die unterschiedlich gedeutet werden. Während darin nach jüngerer Auffassung Autonomiebestrebungen in einem zerfallenden Großstamm zum Ausdruck kommen, handelt es sich nach herkömmlicher Meinung um das Aufbegehren eines unterworfenen Fürstenhauses. Im Osten gebot Nakon über den für den Stammesverband namensgebenden Teilstamm der Abodriten. Dieser siedelte um Wismar und beidseits des Schweriner Sees. Ob auch die Teilstämme der Kessiner entlang der Warnow und die Zirzipanen an der Oberen Peene seiner Herrschaft unterstanden lässt sich den Quellen nicht entnehmen, wird aber zumeist vermutet.
Nakon muss zwischen 965 und 967 gestorben sein, denn 967 benennt Widukind bereits Mistiwoj als Abodritenfürsten.

### Sächsische Beziehungen
Beziehungen Nakons zu den benachbarten Sachsen sind aus den Schriftquellen schwer zu erklären. Denn trotz einer angeblich sachsenfeindlichen Gesinnung sind Kämpfe Nakons mit dem sächsischen Fürsten Hermann Billung nicht belegt. Hermann verfolgte zwar seine flüchtigen Neffen Wichmann II. und Ekbert vom Ambergau auf slawisches Gebiet, wo er Anfang März 955 erfolglos eine ansonsten unbekannte Burg namens Suithleiscranne berannte. Verteidigt wurde die Festung aber offenbar von Wichmann II. und seiner Gefolgschaft. Auch als Wichmann II. nach dem Osterfest in sächsisches Gebiet einfiel und nun als Anführer einer überwiegend slawischen Gefolgschaft die sächsische Burg Cocarescemier eroberte, deren Bewohner anschließend massakriert und versklavt wurden, war Nakon nicht beteiligt. Stattdessen berichtet Widukind von Corvey nur von einer auffallenden Scheu Herrmann Billungs, in das abodritische Stammesgebiet einzudringen. Ernst Schubert vermutet, dass zwischen Nakon und dem verstorbenen Wichmann I. eine Freundschaftsbündnis bestanden haben könnte.
Die im weiteren Verlauf des Jahres 955 ausgetragene Schlacht an der Raxa zwischen einem sächsisch-böhmisch-slawischen Aufgebot unter Otto I. und Markgraf Gero sowie einer antisächsischen Koalition aus Abodriten und Wilzen, Tolensanen und Zirzipanen unter Stoignew fand ohne Nakon statt. Der Ausgang des Kampfes – eine verheerende Niederlage der slawischen Stämme – blieb für Nakon politisch folgenlos: 10 Jahre später bezeichnete ihn Ibrahim ibn Jacub als „König des Westens“ und zählte ihn zu den mächtigsten slawischen Fürsten.